# Поповце (Лебане)
Поповце је насеље у Србији у општини Лебане у Јабланичком округу. Према попису из 2022. било је 257 становниа.

## Демографија
У насељу Поповце живи 290 пунолетних становника, а просечна старост становништва износи 39,6 година (37,7 код мушкараца и 41,8 код жена). У насељу има 105 домаћинстава, а просечан број чланова по домаћинству је 3,61.
Ово насеље је углавном насељено Србима (према попису из 2002. године), а у последња три пописа, примећен је пад у броју становника.
|  |

| Демографија | Демографија | Демографија |
| Година      | Становника  | Становника  |
| ----------- | ----------- | ----------- |
| 1948.       | 621         |             |
| 1953.       | 693         |             |
| 1961.       | 633         |             |
| 1971.       | 542         |             |
| 1981.       | 498         |             |
| 1991.       | 472         | 466         |
| 2002.       | 379         | 382         |
| 2011.       | 295         |             |
| 2022.       | 257         |             |

| Година пописа     | 1948. | 1953. | 1961. | 1971. | 1981. | 1991. | 2002. |
| ----------------- | ----- | ----- | ----- | ----- | ----- | ----- | ----- |
| Број домаћинстава | 83    | 91    | 112   | 109   | 114   | 119   | 105   |

| Број чланова      | 1  | 2  | 3  | 4  | 5  | 6  | 7 | 8 | 9 | 10 и више | Просек |
| ----------------- | -- | -- | -- | -- | -- | -- | - | - | - | --------- | ------ |
| Број домаћинстава | 15 | 23 | 14 | 16 | 16 | 18 | 1 | 1 | 1 | 0         | 3,61   |

| Пол    | Укупно | Неожењен/Неудата | Ожењен/Удата | Удовац/Удовица | Разведен/Разведена | Непознато |
| ------ | ------ | ---------------- | ------------ | -------------- | ------------------ | --------- |
| Мушки  | 156    | 37               | 106          | 12             | 1                  | 0         |
| Женски | 147    | 14               | 110          | 20             | 3                  | 0         |
| УКУПНО | 303    | 51               | 216          | 32             | 4                  | 0         |

| Пол    | Укупно                    | Пољопривреда, лов и шумарство | Рибарство                            | Вађење руде и камена | Прерађивачка индустрија       |
| ------ | ------------------------- | ----------------------------- | ------------------------------------ | -------------------- | ----------------------------- |
| Мушки  | 107                       | 67                            | 0                                    | 0                    | 15                            |
| Женски | 63                        | 53                            | 0                                    | 0                    | 4                             |
| УКУПНО | 170                       | 120                           | 0                                    | 0                    | 19                            |
| Пол    | Производња и снабдевање   | Грађевинарство                | Трговина                             | Хотели и ресторани   | Саобраћај, складиштење и везе |
| Мушки  | 1                         | 13                            | 0                                    | 1                    | 3                             |
| Женски | 0                         | 0                             | 0                                    | 3                    | 0                             |
| УКУПНО | 1                         | 13                            | 0                                    | 4                    | 3                             |
| Пол    | Финансијско посредовање   | Некретнине                    | Државна управа и одбрана             | Образовање           | Здравствени и социјални рад   |
| Мушки  | 0                         | 0                             | 4                                    | 2                    | 0                             |
| Женски | 0                         | 0                             | 0                                    | 1                    | 1                             |
| УКУПНО | 0                         | 0                             | 4                                    | 3                    | 1                             |
| Пол    | Остале услужне активности | Приватна домаћинства          | Екстериторијалне организације и тела | Непознато            | Непознато                     |
| Мушки  | 1                         | 0                             | 0                                    | 0                    | 0                             |
| Женски | 0                         | 0                             | 0                                    | 1                    | 1                             |
| УКУПНО | 1                         | 0                             | 0                                    | 1                    | 1                             |

| Етнички састав према попису из 2002.‍ | Етнички састав према попису из 2002.‍ | Етнички састав према попису из 2002.‍ | Етнички састав према попису из 2002.‍ | Етнички састав према попису из 2002.‍ |
| ------------------------------------ | ------------------------------------ | ------------------------------------ | ------------------------------------ | ------------------------------------ |
|                                      |                                      |                                      |                                      |                                      |
| Срби                                 | Срби                                 |                                      | 339                                  | 89,44%                               |
| Роми                                 | Роми                                 |                                      | 39                                   | 10,29%                               |

| Етнички састав према попису из 2022.‍ | Етнички састав према попису из 2022.‍ | Етнички састав према попису из 2022.‍ | Етнички састав према попису из 2022.‍ | Етнички састав према попису из 2022.‍ |
| ------------------------------------ | ------------------------------------ | ------------------------------------ | ------------------------------------ | ------------------------------------ |
|                                      |                                      |                                      |                                      |                                      |
| Срби                                 | Срби                                 |                                      | 202                                  | 78,6%                                |
| Роми                                 | Роми                                 |                                      | 49                                   | 19,1%                                |